# Kossjakino (Moskau)
Kossjakino (russisch Косякино) ist ein Dorf im Rajon Ramenskoje in der Oblast Moskau, Russland, 50 km südöstlich von Moskau zwischen den Städten Bronnizy und Domodedowo. Der Ort wurde erstmals im 16. Jahrhundert erwähnt und war 2006 ständiger Wohnsitz von 11 Einwohnern. Das Dorf besteht heute jedoch überwiegend aus Datschen und Gärten Moskauer Bürger, die diese im Sommer nutzen. Es gehört zur Landgemeinde Nikonowskoje selskoje posselenije.